# アリストテレス協会
アリストテレス協会（英: Aristotelian Society）は、イギリスにおける哲学の学会。アリストテレスの研究会ではなく、現代哲学・分析哲学の哲学者が主に所属する。
主な歴代会長にラッセル、ムーア、ホワイトヘッド、W・D・ロス、ライル、エアー、オースティン、ポパー、ハート、バーリンらがいる。
1880年4月19日、ロンドンのブルームズベリー・スクエア17番地で創設された。発案者は化学者の Alfred Senier、会名命名者はヘーゲル学派の哲学者兼医師 J. Burns-Gibson、初代会長は哲学者でウィリアム・ジェイムズの友人シャドワース・ホジソン。創設理念として、当時の著名な哲学者スペンサーや大学哲学科の哲学に抗して、古代のアリストテレスのように、純粋に思索的な哲学に取り組むことが掲げられた。
学会誌『アリストテレス協会紀要』（Proceedings of the Aristotelian Society）を年3回、補遺を年1回刊行している。
類似団体にマインド協会があり、合同学会も開催している。